# Станіслав-Леопольд Дачинський
Станіслав-Леопольд Дачи́нський (пол. Stanisław Leopold Daczyński; 4 лютого 1856, Вісьнич — пом. після 1928, Коломия) — польський живописець, кераміст, мистецтвознавець і громадський діяч.

## Біографія
Народився 4 лютого 1856 року в селі Вісьничах поблизу Бохні (нині Бохенський повіт Малопольського воєводства, Польща). Упродовж 1873—1878 років навчався у Краківській школі образотворчих мистецтв у Владислава Луцкевича та у 1881—1884 роках — у класі Яна Матейка.
З 1885 року — у Коломиї. З 1888 року викладав рисунок у Коломийській школі керамічного промислу, де за його ескізами виготовляли кахлі, вази, предмети домашнього вжитку. Помер у Коломиї не раніше 1928 року.

## Творчість
Малював картини на історичну, релігійну, побутутову тематику, пейзажі, портрети, займався монументальними розписами, ужитковим мистецтвом. Значну частину творів присвячено українській, особливо гуцульській тематиці, природі Покуття. Серед робіт:
живопис
- «Повернення козаків із походу» (1883);
- «Українські пісні» (1884);
- «Татарський полон» (1884);
- «Станіслав Дембіцький» (1886);
- «Ярмарок у Коломиї» (1894);
- «Богоматір» (1896);
- «Біля переправи» (1896);
- «Гуцул із Пістиня» (1908, картон, олія);
- «Полювання на Покутті» (1902);
- «Гірський краєвид» (1905);
- «Гуцул і гуцулки» (1911);
- «Гуцульщина» (1922);
- «Обличчя Христа» (1928);

монументальний живопис у Коломиї
- розписи у церкві святого Михаїла (1888; у співавтовтві з Валеріаном Крицінським);
- стінопис в ощадкасі (1896; ; у співавтовтві з Валеріаном Крицінським);
- стінопис в інтер'єрі Народного дому (1901);
- театральна завіса у залі товариствава «Сокіл» (1901, у співавтовтві з Ю. Гавелем).

Для Крайової виставки у Львові у 1894 році реставрував кращі вироби керамічної школи, розробив ескізи декоративних ваз, орнаментів та фігур для оздоблення фасадів будинків, зокрема Народного дому у Коломиї. 1900 року подав на Всесвітню виставку у Парижі дві золочені вази та інші керамічні вироби, за що гончарна школа отримала срібну медаль.
Автор проєкту пам'ятника Жертвам Косачева на військовому цвинтарі у Коломиї (1922, залізобетон). 
Брав участь у художніх виставках у Львові у 1883–1921 роках, Коломиї у 1896–1904 роках. 
Окремі роботи художника зберігаються у Львівській галереї мистецтв, Музеї етнографії та художнього промислу, Національному музеї у Львові та Національному музеї у Кракові.